# هابیلا آووسایمان
هابیلا آووسایمان (به چینی: 哈比拉 阿吾萨衣满،  زادهٔ ۱ ژوئن ۱۹۹۸) یک کشتی‌گیر آزادکار اهل کشور چین است. وی سابقه حضور در المپیک ۲۰۲۴ پاریس را دارد.
از افتخارات وی می‌توان به کسب مدال برنز بازی‌های آسیایی ۲۰۲۲ اشاره کرد.